# 원앙사촌
원앙사촌(鴛鴦四寸, 영어: crested shelduck)은 오리과의 새이다. 러시아 동부와 한반도에 서식하는 것으로 알려졌지만 현재는 멸종 된 것으로 알려진 새다. 생존에 대한 희망 때문에 멸종위기종에 올라와 있지만, 마지막으로 목격되었다는 제보는 1985년, 확인된 것은 1964년 블라디보스토크에서의 관찰이다. 알려진 것 중 남아있는 개체는 도쿄에 있는 수컷 박제 2점과 덴마크 코펜하겐에 있는 표본 1점등 뿐이다. 생태에 관한 정보가 거의 없는 상황이다.

## 같이 보기
- 원앙